# Dasella
Dasella is een geslacht van kreeftachtigen uit de klasse van de Malacostraca (hogere kreeftachtigen).

## Soorten
- Dasella ansoni Bruce, 1983
- Dasella brucei Berggren, 1990
- Dasella herdmaniae (Lebour, 1938)